# Montirani proces (televizijska emisija)
Montirani proces bila je hrvatska humoristička televizijska emisija koja se od 2015. do 2016. emitirala na programu Hrvatske radiotelevizije. Njeni tvorci i glavni izvođači su bili poznati po radu na satiričkom internetskim stranicama NewsBar.hr-a, a sadržaj epizoda bilo je ismijavanje desno orijentiranih političara, glavnih ličnosti hrvatske politike.
Serija je nedugo nakon dolaska Domoljubne koalicije na vlast, ali dok je HRT-om još upravljao prethodnoj vladi blizak Goran Radman, je skinuta s programa nakon što je vodstvo HRT preuzeo novi direktor Siniša Kovačić. Kao službeno obrazloženje je navedeno da sadržaj emisije "širi rasnu, vjersku i etničku mržnju" i "nerealne cijene od 2000 tisuća kuna po emisiji".